# Estació de Sant Pau - Dos de Maig
|  | El títol d'aquest article és incorrecte a causa de limitacions tècniques. El títol correcte de l'article és Estació de Sant Pau \| Dos de Maig. |

Sant Pau | Dos de Maig (antigament anomenada Dos de Maig i fins al 2009 Hospital de Sant Pau) és una estació de la L5 del Metro de Barcelona situada sota el carrer Indústria al districte de l'Eixample de Barcelona.
L'estació va entrar en servei el 1970 com a part de la Línia V amb el nom de Dos de Mayo fins que el 1982 amb la reorganització dels números de línies i canvis de nom d'estacions va adoptar el nom d'Hospital de Sant Pau, que va conservar fins al 2009.
| Metro de Barcelona     |                 |                                              |                |                        |
| Procedència/Destinació | <               | Línia                                        | >              | Procedència/Destinació |
| Cornellà Centre        | Sagrada Família | Logotip de la Línia 5 del metro de Barcelona | Camp de l'Arpa | Vall d'Hebron          |

## Accessos
- Carrer Cartagena
- Carrer Dos de Maig